# Ат-Башинский район
Ат-Баши́нский райо́н (кирг. Ат-Башы району) — район в Нарынской области Кыргызстана. Административный центр — село Ат-Баши.

## География
Ат-Башинский район расположен в южной части Нарынской области. Площадь — 19 000 км². Граничит на севере с Ак-Талинским и Нарынским районам Нарынской области, на западе — с Ошской, на востоке — с Иссык-Кульской областями Кыргызстана, на юге — с Китаем (Кызылсу-Киргизский АО, Синьцзян-Уйгурский автономный район).
Находится на высоте 3200 метров над уровнем моря. Является самым большим районом по территории в Кыргызстане. По району протекает река Ат-Башы, площадь бассейна которой составляет 5540 км². Средний модуль стока 5,98 л/cек*км².

## Население
По данным переписи населения Кыргызстана 2009 года, в районе проживало 49 238 человек, в том числе киргизы составили 48 690 человек (98,9 %), узбеки — 256 человек (0,5 %), уйгуры — 133 человека (0,3 %).

## Административно-территориальное деление
В состав Ат-Башинского района входят 11 аильных (сельских) округов и 19 сёл:
1. Ак-Джарский аильный округ — с. Ак-Джар;
2. Ак-Моюнский аильный округ — с. Ак-Моюн, Бирдик;
3. Ак-Музский аильный округ — с. Ак-Муз;
4. Ак-Талинский аильный округ — с. имени Калинина, Терек-Суу;
5. Ат-Башынский аильный округ — с. Ат-Баши;
6. Ача-Каиндинский аильный округ — с. Ача-Кайынды;
7. Баш-Каиндинский аильный округ — с. Баш-Кайынды, Большевик;
8. Казыбекский аильный округ — с. Казыбек, Джаны-Кюч;
9. Кара-Коюнский аильный округ — с. Кызыл-Туу, Кара-Булун;
10. Кара-Сууский аильный округ — с. Кара-Суу, Дыйкан;
11. Талды-Сууский аильный округ — с. Талды-Суу, Озгерюш, 1-е мая.